# Agout
Agout – rzeka we Francji o długości 195 kilometrów, lewy dopływ Tarn. Źródło rzeki znajduje się w Masywie Centralnym na terenie parku regionalnego Haut-Languedoc.
Rzeka przepływa przez departamenty Hérault i Tarn. Łączna powierzchnia dorzecza wynosi 3500 km².

## Miasta, przez które przepływa rzeka
- La Salvetat-sur-Agout
- Brassac
- Castres
- Lavaur
- Saint-Sulpice

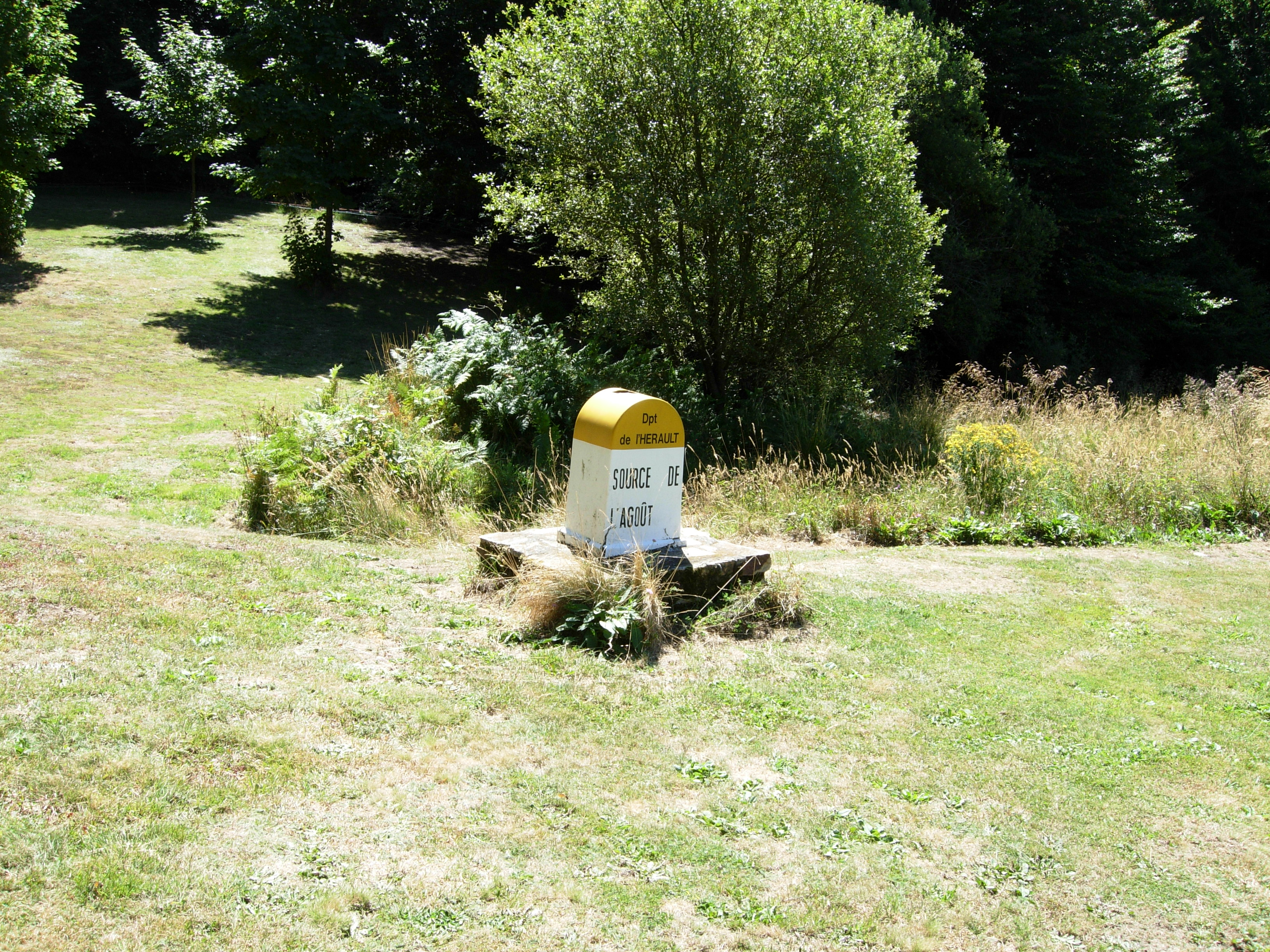
Cambon-et-Salvergues
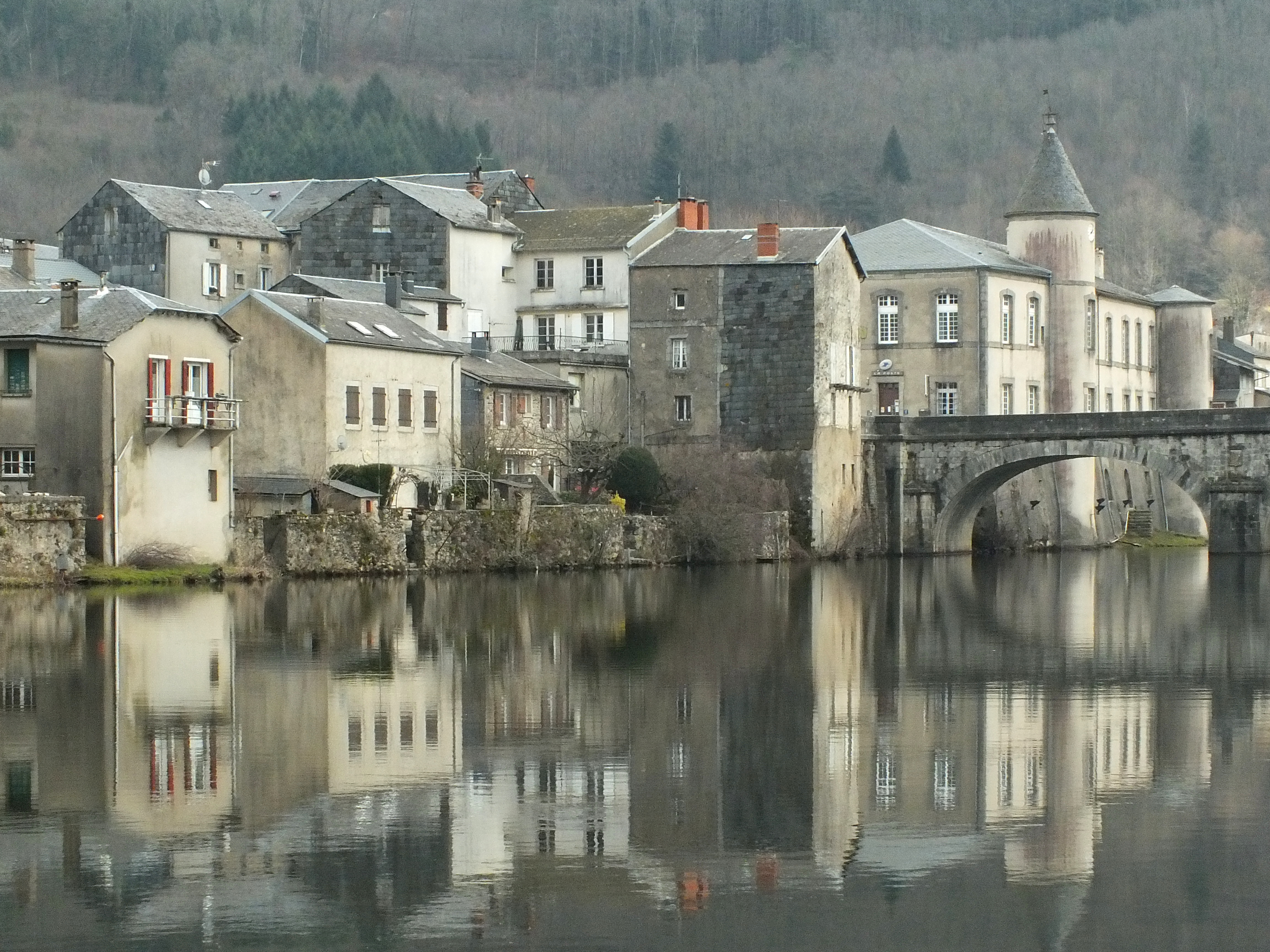
Brassac
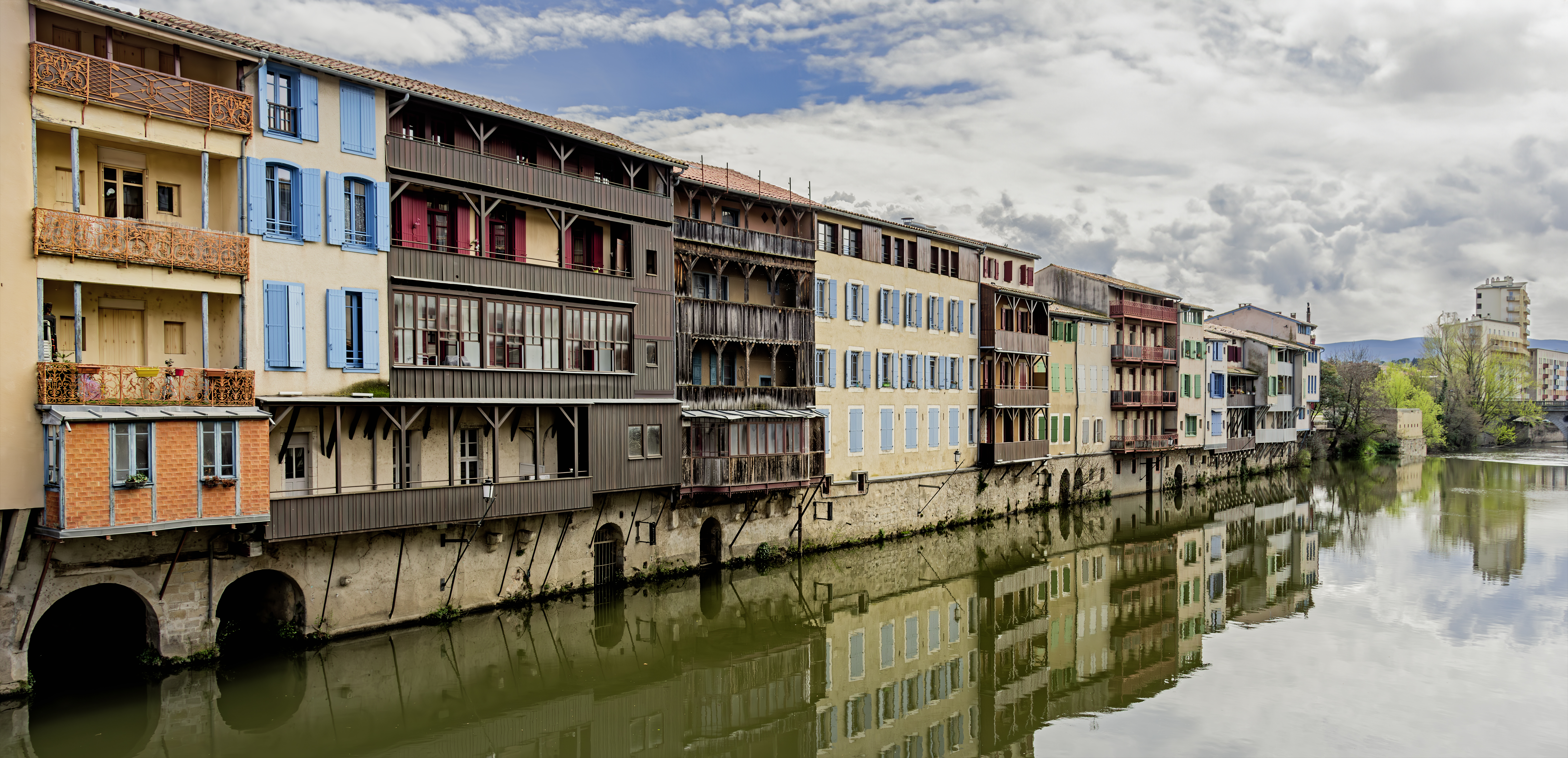
Castres
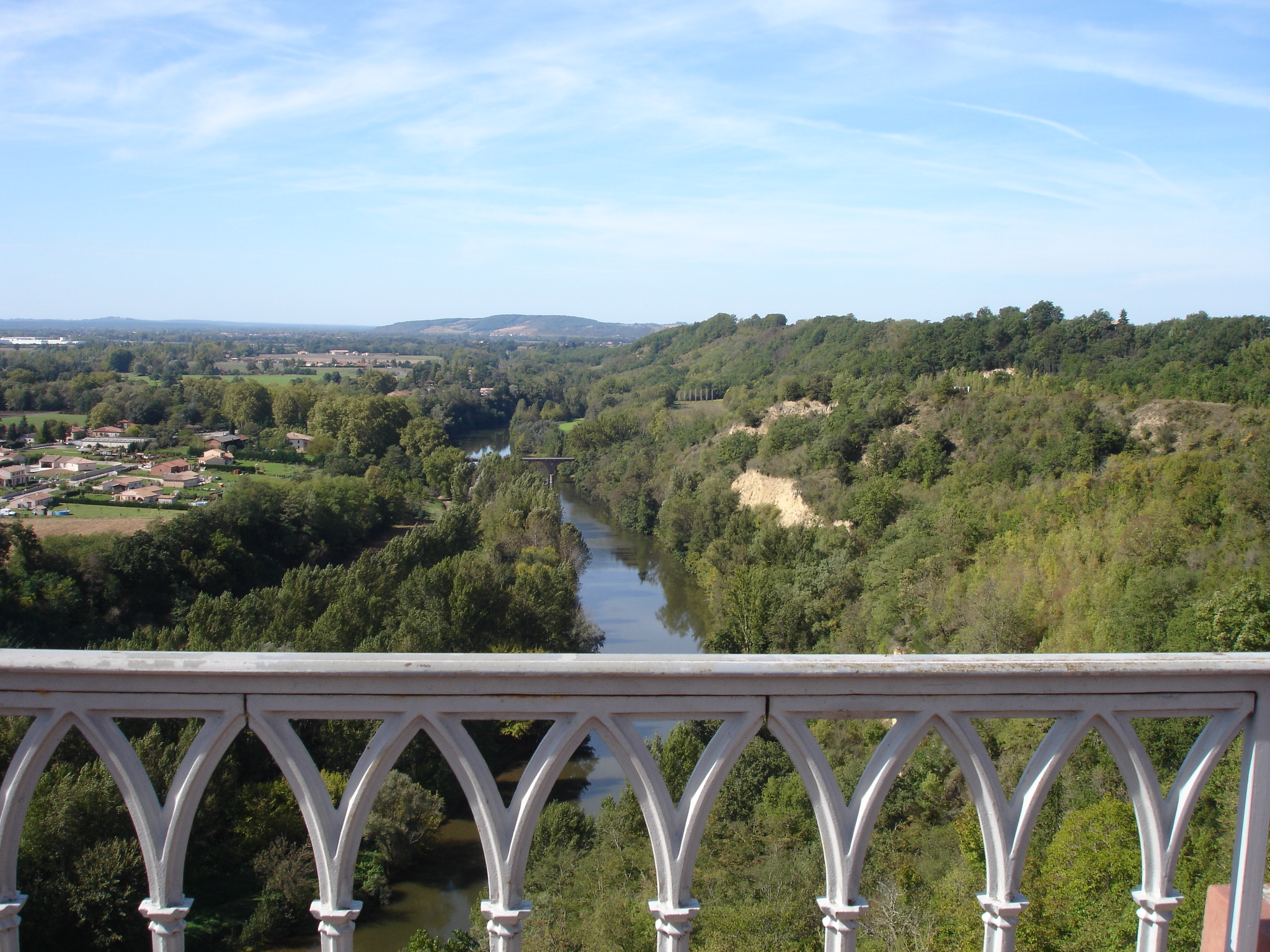
Giroussens
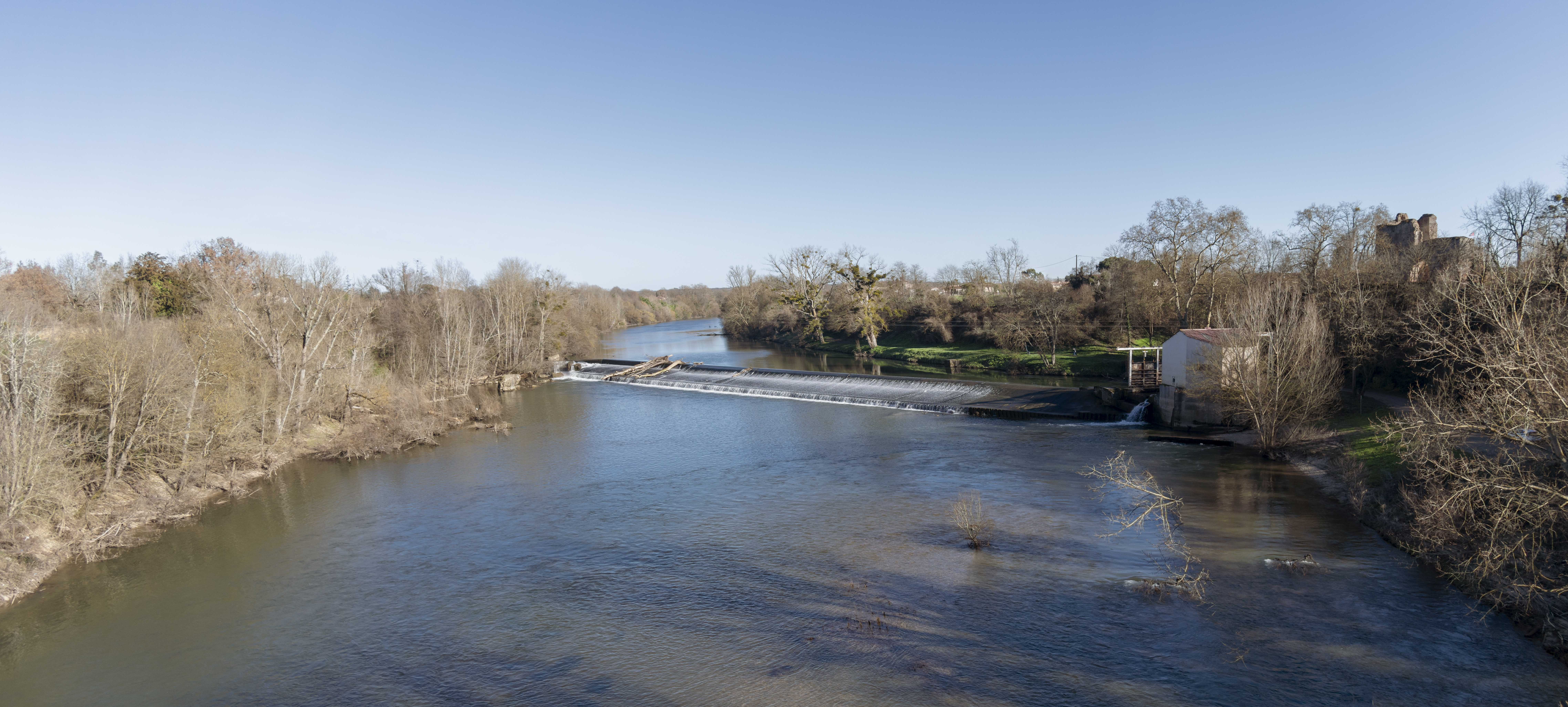
Saint-Sulpice-la-Pointe

Rzeka wpada do Tarnu w okolicach miasta Saint-Sulpice. Średni roczny przepływ wynosi 55 m³/s.

## Dopływy
- Dadou
- Gijou
- Thoré